# SBF 250
Le SBF 250 (pour Société des Bourses Françaises) est un ancien indice boursier calculé et diffusé par NYSE Euronext Paris de 1990 à 2011. Depuis le 21 mars 2011, il est remplacé par le CAC All-Tradable.
Son code ISIN est FR0003999499 et son code mnémonique est PX5.

## Composition
Lancé le 28 décembre 1990 avec une base de 1 000 points, il regroupe les 250 premières capitalisations de l'indice CAC All-Share (qui regroupe toutes les sociétés cotées en actions à la Bourse de Paris). L'indice a été remplacé par l'indice CAC All-Tradable en mars 2011.
Il se décompose ainsi :
- CAC 40 : les 40 premières capitalisations.
- CAC Next 20 : les 20 suivantes.
- CAC Mid 60 : les 60 suivantes.
- CAC Small : les autres plus petites.